# Jacobowsky och översten
Jacobowsky och översten är en komedi-pjäs från 1944 av den österrikiske författaren Franz Werfel. Pjäsen driver med nazismen och har undertiteln "En komedi om en tragedi i tre akter". 
I Sverige har pjäsen satts upp i regi av Torsten Hammarén på Göteborgs Stadsteater (1944) och av Ingmar Bergman på Helsingborgs stadsteater (1945).

## Handling
Jacobowsky och översten utspelar sig i Frankrike 1940. Gestapo, SS och franska polisen söker efter deserterade polska soldater i Frankrike, däribland den förrymde överste Stjerbinsky. Stjerbinsky flyr undan tyskarna tillsammans med sin franska älskarinna Marianne, sin underlydande officer Szabuniewicz samt juden Jacobowsky.
I pjäsens huvudscen stöter kvartetten på en tysk motorcykelpatrull. Allt ser hopplöst ut, men Jacobowsky hittar på att översten är en förvirrad fransman som varit inspärrad på mentalsjukhus i Nantes och nu är på väg hem med sin hustru Marianne, och gruppen får passera.
Rollen Marianne växer i pjäsen, hon symboliserar den franska frihetsviljan, och mot slutet då Jacobowsky och översten fortsätter sin flykt, bestämmer sig Marianne för att stanna i Frankrike och slåss mot angriparna.

## Filmatiseringar
- 1958 i regi av Peter Glenville med Danny Kaye som Jacobowsky. (Jag och översten, Me and the Colonel)